# Tour de l'Utah 2017
Le Tour de l'Utah 2017 est la 13e édition de cette course cycliste sur route masculine disputée dans l'Utah, aux États-Unis. Il a lieu du 31 juillet au 6 août 2017. Il fait partie du calendrier UCI America Tour 2017 en catégorie 2.HC. Il est remporté par le coureur canadien Rob Britton, de l'équipe Rally, qui a pris la première place du classement général lors de la troisième étape, un contre-la-montre qu'il a remporté.

## Présentation

### Équipes
| WorldTeam- BMC Racing Team Équipes continentales professionnelles (6)- Bardiani CSF - Caja Rural-Seguros RGA - Israel Cycling Academy - Nippo-Vini Fantini - Novo Nordisk - UnitedHealthcare Équipes continentales (8)- Amore & Vita-Selle SMP-Fondriest - Axeon-Hagens Berman - Cylance - Elevate-KHS - Holowesko Citadel - Jelly Belly-Maxxis - Rally Cycling - Silber Unknown team category- Hangar 15 Bicycles |
| |

## Étapes
| Étape     | Date       | Villes étapes                         |  | Distance (km) | Vainqueur d’étape | Leader du classement général |
| --------- | ---------- | ------------------------------------- |  | ------------- | ----------------- | ---------------------------- |
| 1re étape | 31 juillet | Logan - Logan                         |  | 213           | Tyler Magner      | Tyler Magner                 |
| 2e étape  | 1er août   | Brigham City - Snowbasin Resort       |  | 152           | Brent Bookwalter  | Sepp Kuss                    |
| 3e étape  | 2 août     | Big Cottonwood Canyon - Brighton      |  | 9             | Rob Britton       | Rob Britton                  |
| 4e étape  | 3 août     | South Jordan City - South Jordan City |  | 203           | John Murphy       | Rob Britton                  |
| 5e étape  | 4 août     | Layton - Bountiful                    |  | 185           | Travis McCabe     | Rob Britton                  |
| 6e étape  | 5 août     | Heber Valley - Snowbird Resort        |  | 99            | Giulio Ciccone    | Rob Britton                  |
| 7e étape  | 6 août     | Salt Lake City - Salt Lake City       |  | 118           | Marco Canola      | Rob Britton                  |

## Classements finals

### Classement général final
| \| Classement général \| Classement général \| Classement général \| Classement général \| Classement général \| \| Coureur \| Coureur \| Pays \| Équipe \| Temps \| \| ------------------ \| ------------------ \| ------------------ \| ----------------------- \| ------------------ \| \| 1er \| Rob Britton \| Canada \| Rally Cycling \| 22 h 48 min 03 s \| \| 2e \| Gavin Mannion \| États-Unis \| UnitedHealthcare \| + 22 s \| \| 3e \| Serghei Țvetcov \| Roumanie \| Jelly Belly-Maxxis \| + 32 s \| \| 4e \| Neilson Powless \| États-Unis \| Axeon-Hagens Berman \| + 35 s \| \| 5e \| Brent Bookwalter \| États-Unis \| BMC Racing Team \| + 2 min 00 s \| \| 6e \| Giulio Ciccone \| Italie \| Bardiani CSF \| + 2 min 16 s \| \| 7e \| Jonathan Clarke \| Australie \| UnitedHealthcare \| + 2 min 41 s \| \| 8e \| Chris Butler \| États-Unis \| Caja Rural-Seguros RGA \| + 2 min 47 s \| \| 9e \| Sepp Kuss \| États-Unis \| Rally Cycling \| + 2 min 55 s \| \| 10e \| James Piccoli \| Canada \| Elevate-KHS Pro Cycling \| + 3 min 00 s \| |                  |            |                         |                  |
| |                  |            |                         |                  |
| Source : Cycling Quotient |                  |            |                         |                  |
| Classement général |                  |            |                         |                  |
| Coureur | Coureur          | Pays       | Équipe                  | Temps            |
| 1er | Rob Britton      | Canada     | Rally Cycling           | 22 h 48 min 03 s |
| 2e | Gavin Mannion    | États-Unis | UnitedHealthcare        | + 22 s           |
| 3e | Serghei Țvetcov  | Roumanie   | Jelly Belly-Maxxis      | + 32 s           |
| 4e | Neilson Powless  | États-Unis | Axeon-Hagens Berman     | + 35 s           |
| 5e | Brent Bookwalter | États-Unis | BMC Racing Team         | + 2 min 00 s     |
| 6e | Giulio Ciccone   | Italie     | Bardiani CSF            | + 2 min 16 s     |
| 7e | Jonathan Clarke  | Australie  | UnitedHealthcare        | + 2 min 41 s     |
| 8e | Chris Butler     | États-Unis | Caja Rural-Seguros RGA  | + 2 min 47 s     |
| 9e | Sepp Kuss        | États-Unis | Rally Cycling           | + 2 min 55 s     |
| 10e | James Piccoli    | Canada     | Elevate-KHS Pro Cycling | + 3 min 00 s     |